# العلاقات العراقية الجامايكية
العلاقات العراقية الجامايكية هي العلاقات الثنائية التي تجمع بين العراق وجامايكا.

## مقارنة بين البلدين
هذه مقارنة عامة ومرجعية للدولتين:
| وجه المقارنة                                              | العراق                       | جامايكا       |
| --------------------------------------------------------- | ---------------------------- | ------------- |
| المساحة (كم2)                                             | 437.07 ألف                   | 10.99 ألف     |
| عدد السكان (نسمة)                                         | 38.27 مليون                  | 2.95 مليون    |
| الكثافة السكانية (ن./كم²)                                 | 87.56                        | 268.43        |
| العاصمة                                                   | بغداد                        | كينغستون      |
| اللغة الرسمية                                             | اللغة العربية، اللغة الكردية | لغة إنجليزية  |
| العملة                                                    | دينار عراقي                  | دولار جامايكي |
| الناتج المحلي الإجمالي (بليون دولار)                      | 197.72 مليار                 | 14.77 مليار   |
| الناتج المحلي الإجمالي (تعادل القوة الشرائية) بليون دولار | 560.73 مليار                 | 24.79 مليار   |
| الناتج المحلي الإجمالي الاسمي للفرد دولار أمريكي          | 4.94 ألف                     | 5.23 ألف      |
| الناتج المحلي الإجمالي للفرد دولار أمريكي                 | 15.06 ألف                    | 8.88 ألف      |
| مؤشر التنمية البشرية                                      | 0.654                        | 0.719         |
| رمز المكالمات الدولي                                      | +964                         | +1876         |
| رمز الإنترنت                                              | .iq                          | .jm           |
| المنطقة الزمنية                                           | ت ع م+03:00، ت ع م+04:00     | 00            |

## منظمات دولية مشتركة
يشترك البلدان في عضوية مجموعة من المنظمات الدولية، منها:
| علم المنظمة | اسم المنظمة                        | تاريخ انضمام العراق | تاريخ انضمام جامايكا |
| ----------- | ---------------------------------- | ------------------- | -------------------- |
|             | يونسكو                             | 21 أكتوبر 1948      | 7 نوفمبر 1962        |
|             | وكالة ضمان الاستثمار متعدد الأطراف | 6 أكتوبر 2008       | 12 أبريل 1988        |
|             | الأمم المتحدة                      | 21 ديسمبر 1945      | 18 سبتمبر 1962       |
|             | الاتحاد البريدي العالمي            | ?                   | ?                    |
|             | البنك الدولي للإنشاء والتعمير      | 27 ديسمبر 1945      | 21 فبراير 1963       |
|             | الاتحاد الدولي للاتصالات           | 12 نوفمبر 1928      | 18 فبراير 1963       |
|             | منظمة حظر الأسلحة الكيميائية       | ?                   | ?                    |
|             | مؤسسة التمويل الدولية              | 27 ديسمبر 1956      | 31 مارس 1964         |
|             | منظمة الشرطة الجنائية الدولية      | ?                   | ?                    |

## وصلات خارجية
- موقع وزارة الخارجية العراقية
- موقع وزارة الخارجية الجامايكية